# 최태규
최태규(崔泰奎, 1919년 3월 30일 ~ 2009년 10월 16일)는 대한민국의 국회의원이었다. 한국 전쟁 중 조선민주주의인민공화국으로 건너갔다.
조선민주주의인민공화국으로 건너가 재혼했다. 젊은 나이인 30대 초반에 이미 전직 국회의원이었기에, 월북한 이후부터 명예직을 전전하며 60년동안 편하게 생존했다.

## 약력
- 정선군 화동공립국민학교 졸업
- 일본전수대학 법학부 3년수료
- 대한일보 정경부기자
- 제헌 국회의원(강원 정선)
- 재북평화통일촉진협의회 부위원장

## 역대 선거 결과
| 실시년도 | 선거   | 대수 | 직책     | 선거구      | 정당   | 득표수  | 득표율          | 순위 | 당락 | 비고 |
| -------- | ------ | ---- | -------- | ----------- | ------ | ------- | --------------- | ---- | ---- | ---- |
| 1948년   | 총선   | 1대  | 국회의원 | 강원 정선군 | 무소속 | 7,757표 | \| \| 31.82% \| | 1위  |      | 초선 |
|          | 31.82% |      |          |             |        |         |                 |      |      |      |

## 참고자료
- 《대한민국 의정총람》, 국회의원총람발간위원회, 1994년
- 최태규 - 대한민국헌정회